# Club Balonmano Lalín
Clube Balonmán Lalín es un equipo de balonmano de Lalín (Pontevedra) España que milita en Primera Nacional.

## Historia
Fue fundado en 1952 por J. Manuel Azurmendi.  Conocidos como "Los Diablos Rojos", Compiten en todas las categorías, desde benjamín hasta División de Honor, tanto en femenino como en masculino. 
La época dorada del balonmano en Lalín llegó en los 80 y principios de los 90, compitiendo en la segunda categoría del balonmano español. Los últimos 29 años compitió ininterrumpidamente en la tercera categoría a nivel español. En la temporada 19/20 y a causa del coronavirus, el Clube Balonmán Lalín ascendió como primero de su grupo a la División de Honor Plata.  

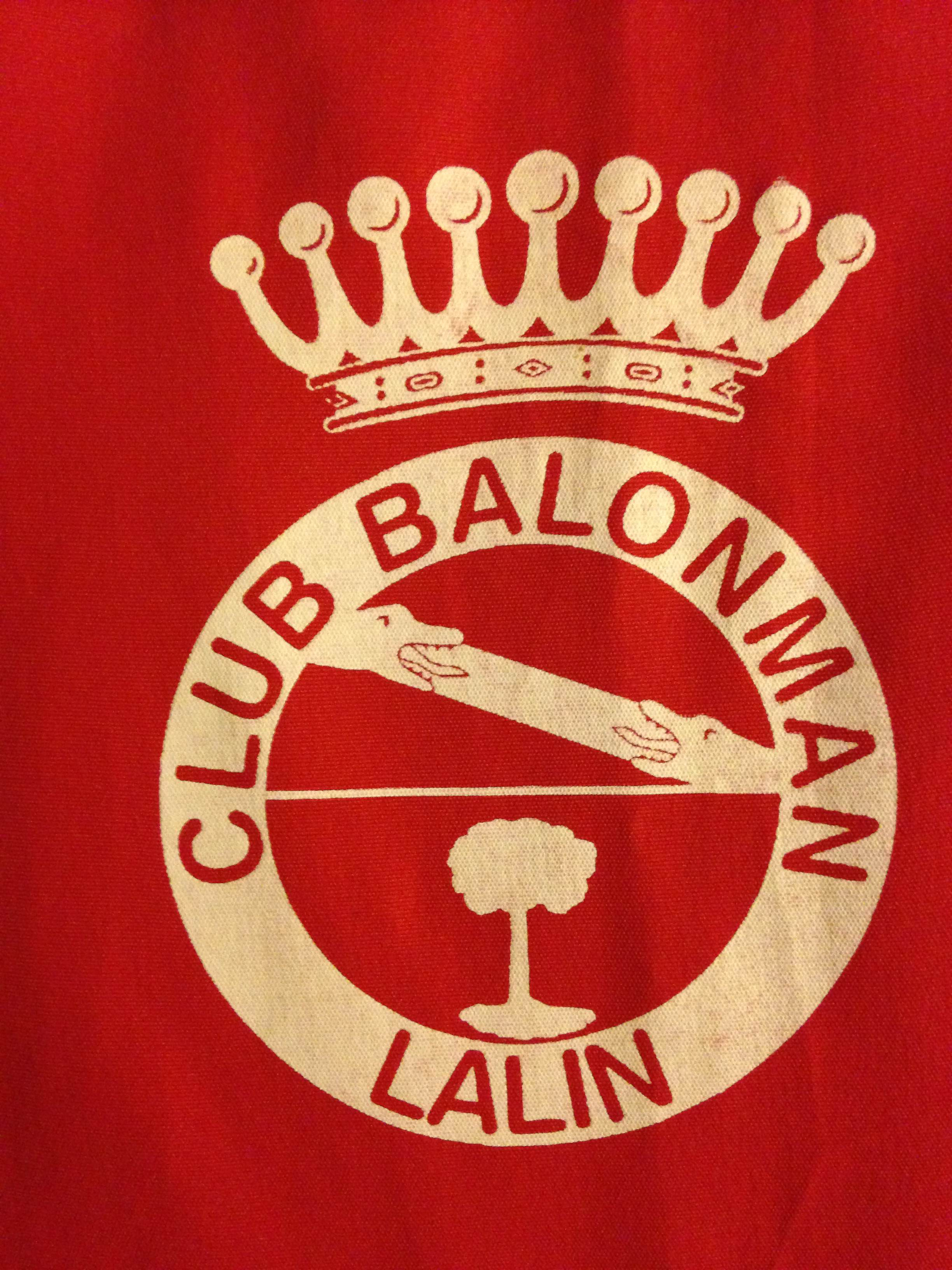
Escudo del Clube Balonmán Lalín.

## Equipación
Los colores que han representado al Clube Balonman Lalín desde sus principios han sido el rojo y el negro. La equipación actual consta de camiseta rayada horizontalmente rojinegra con pantalón negro. La segunda, también rayada horizontalmente, pero negra y blanca, con pantalón negro.